# Guatteria scytophylla
Guatteria scytophylla é uma espécie de magnólia. Foi descrito pela primeira vez por Friedrich Ludwig Diels. Guatteria scytophylla pertence ao gênero Guatteria e à família Annonaceae . Não existe esse tipo listado.